# オートクチュール

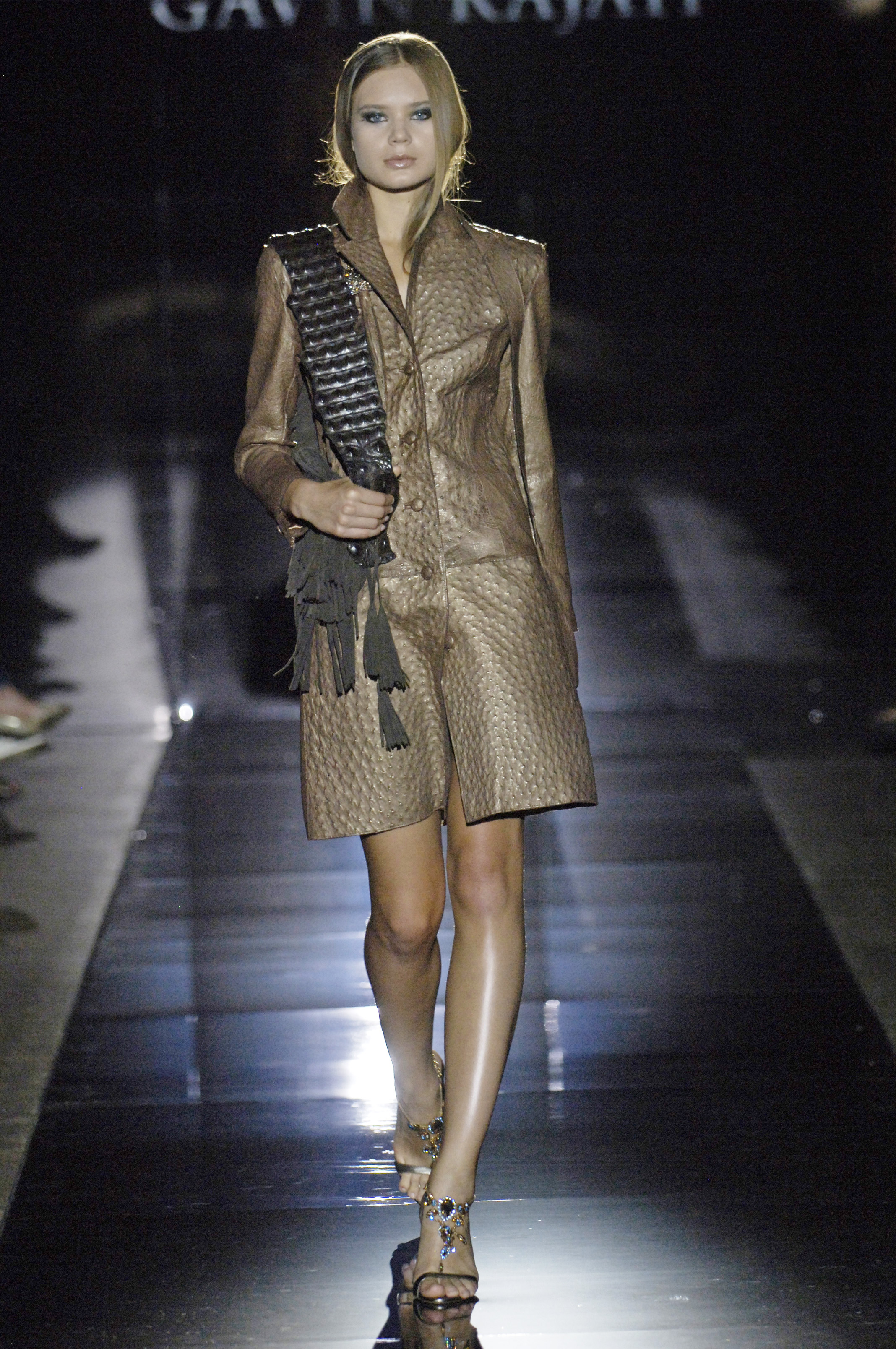
オートクチュールの一例（パリ・ファッションウィーク 2006 秋・冬 オートクチュール」にて）

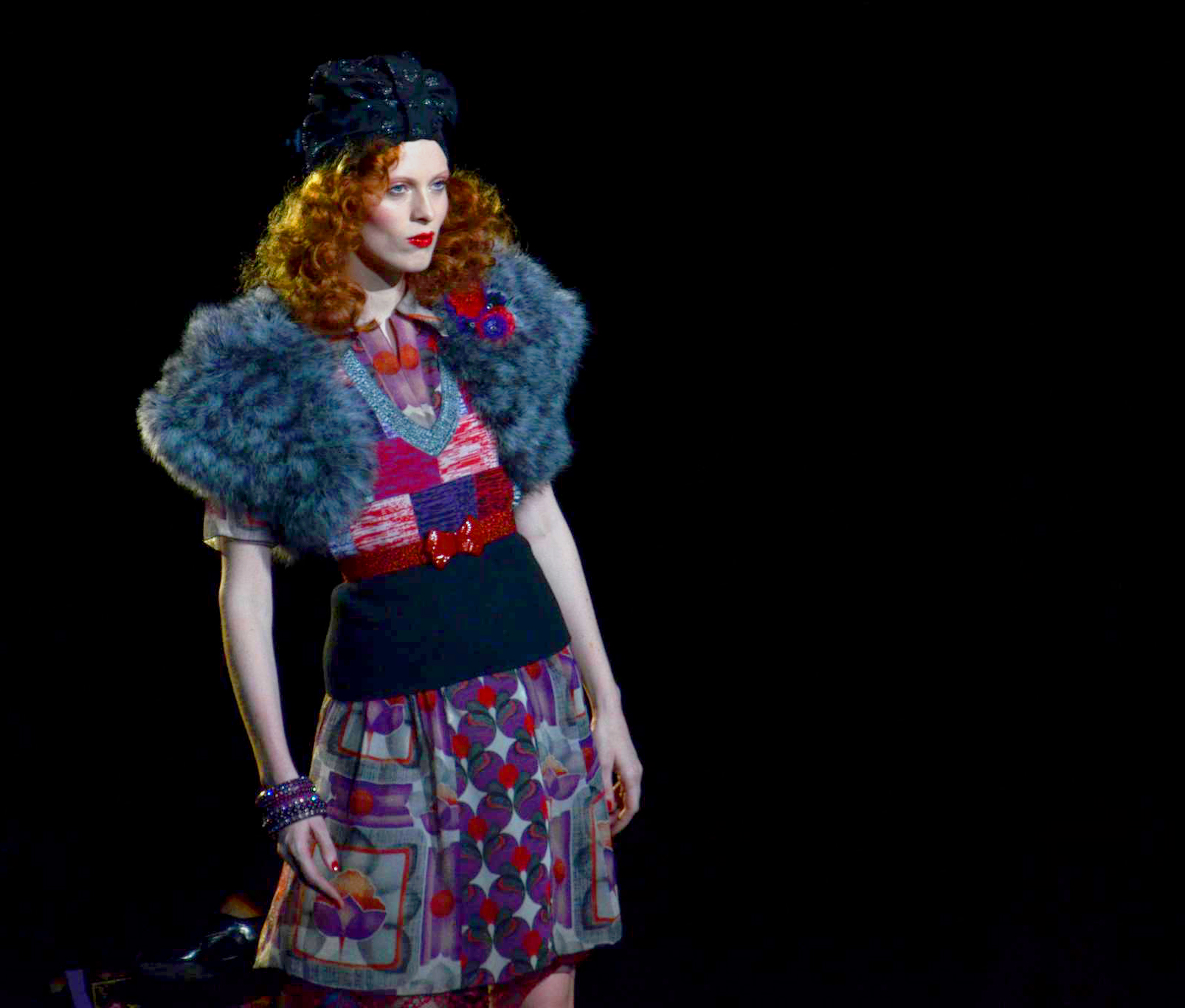
オートクチュール（2011年の一例）

オートクチュール（フランス語: haute couture）は、もともとはフランス語で「高級な仕立服」を意味し、現在ではパリ・クチュール組合（La Chambre Syndicale de la Couture Parisienne、ラ・シャンブル・サンディカル・ド・ラ・クチュール・パリジェンヌ、通称サンディカ）加盟店で注文により縫製されるオーダーメイド一点物の最高級仕立服を指す。その店のことは、オートクチュールメゾンという。
対比される概念は主にプレタポルテである。

## 概要
フランス語で haute（オート）は「高い」「高級」を意味する形容詞 haut（オー）の女性形、couture（クチュール。女性名詞）は「縫製」「仕立て服」のことで、高級仕立服を意味する。現在、「オートクチュール」はパリのサンディカ加盟店のメゾンのもののみに用いられる用語となっている。
パリ・ファッションウィーク（パリ・コレクション）の時期にはファッション関係者がパリに集まるのをビジネスチャンスと捉え、サンディカ以外のファッションショーも行われ商談が行われるが、サンディカが「in」、サンディカ以外は「off」と区別されている。
サンディカに正式に加入するには、パリに一定数以上のプロの技術者を抱えたアトリエを持つなどの様々な条件や審査がある。オートクチュールは手仕事の高度な職人技術が反映されたフランスの伝統と職人技が誇る芸術品であり、スーツ1着が300万円以上の最高級品である。
今日までにパリのサンディカに正式に加盟した日本人のオートクチュールデザイナーは森英恵のみである。

## 歴史

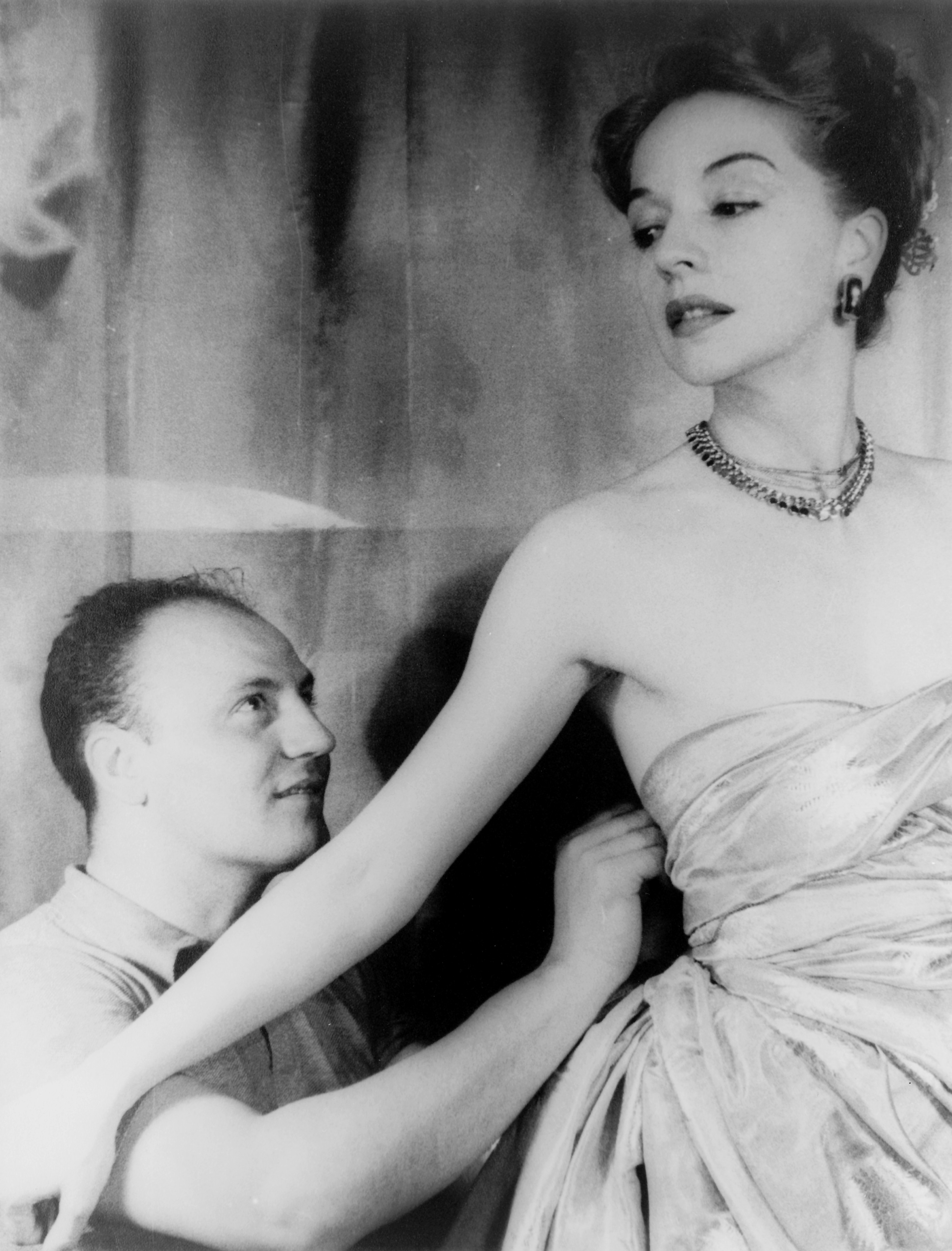
デザイナーのピエール・バルマン（Pierre Balmain）と顧客。（1947年）

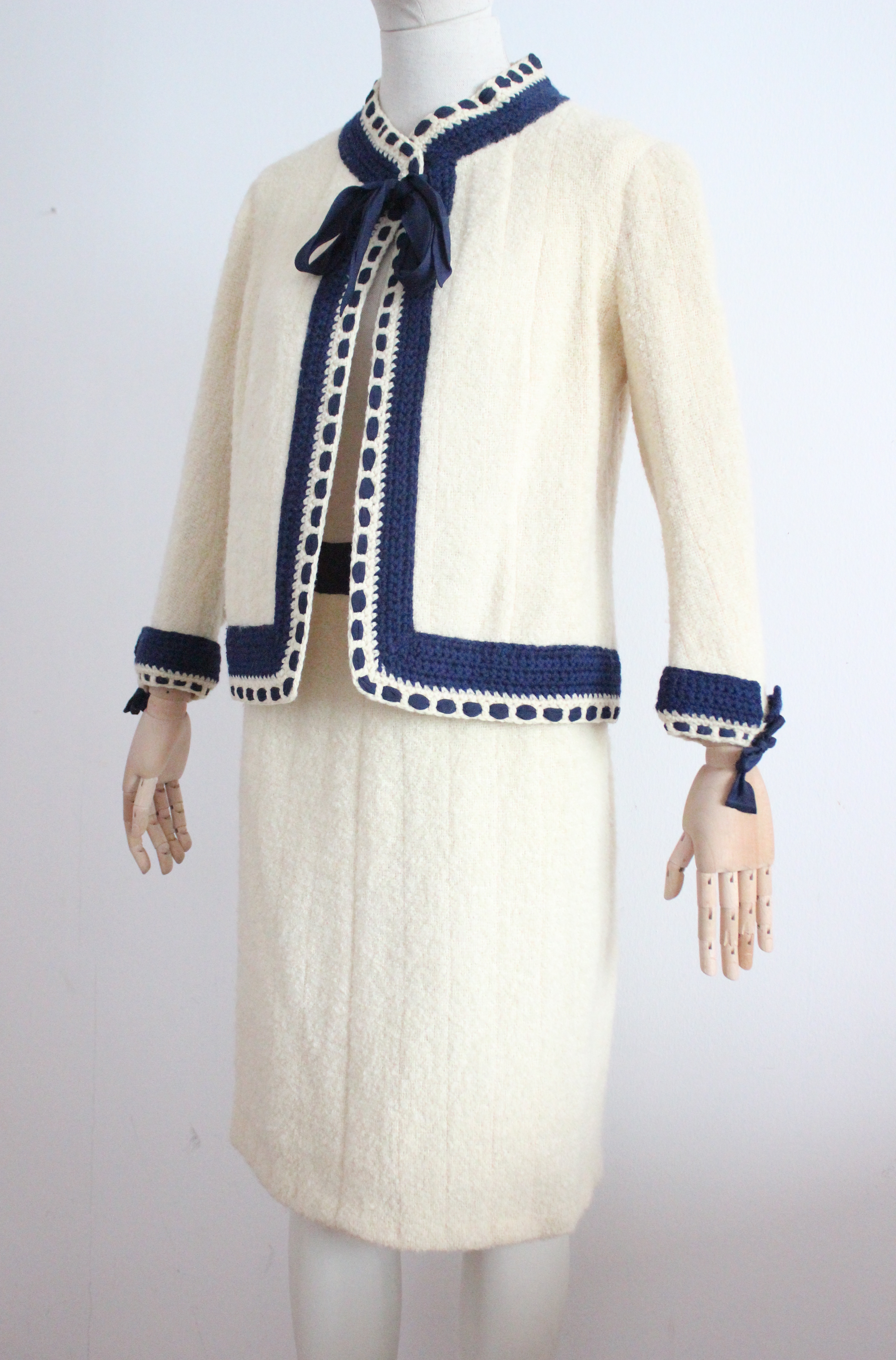
シャネルのオートクチュールのスーツ（1965年）

シャンブル・サンディカルの設立
1868年にフランス・クチュール組合（フランス語: La Chambre Syndicale De La Confection Et De La Couture Pour Dames Et Fillettes）」が創設される。
19世紀（そして20世紀初頭まで）パリには多くの高級仕立て店が乱立しており、「オートクチュール」の規格も曖昧であった。イギリスからやってきたデザイナーのシャルル・フレデリック・ウォルト（1825年 - 1895年）がこれらの高級仕立て店をシャンブル・サンディカル（パリ・オートクチュール組合）として組織化した。　
シャンブル・サンディカルの設立により、それまで客の一方的な注文や、ある程度の規格の中から顧客が好みのデザインを指定して作ったり、デザイナーが客の希望を聞きながらデザインする服作りが、デザイナーがデザインしたものを顧客の体に合わせて仕立てて売るという「デザイナー主導」になり、顧客にとって「デザインを買う」=「芸術作品を買う」ということになった。単なるオーダーとの違いから、デザイナーの社会的地位も大いに高まった。
シャンブル・サンディカルは、コレクション後に大量に溢れるコピー品にも対応し、新聞や雑誌へ公開まで期限の条件をつけたり、取材するメディアが全ての店を取材できるようにコレクションのスケジュール化を行い、海外メディアへのアピールにも大いに貢献している。
組合加盟には様々な規定があり、それらをクリアしなければならない。例えば、1年に2度のコレクションを開催、コレクションでの発表数、アトリエの常駐スタッフの数、専属マネキンの人数などである。加盟店はメゾン(maison)と呼ばれ、生地の選定から縫製まで一貫して行う為のアトリエを持っている。しかし、急速に縮小しているオートクチュール産業・文化を維持し、新規のデザイナーやメゾンを招致するために、これらの規定は年々、緩やかになってきている。
製作方法
顧客台帳に客毎のカードが足され、顧客の嗜好が記録される。デザインは基本的なものがいくつか用意されているが、最終的には店と顧客が相談しつつ決める。顧客毎に採寸し、パターン（型紙）を起こす。 裁断は職人が手作業で行う。コルセットなど特別の部分を除いて全て、縫い職人、いわゆる「お針子」が手縫いする。ミシンは使わない。仮縫いして、微調整を2、3度繰り返し、最後に本縫いを行い完成させる。
刺繍などの部分的な加工は「ルサージュ」などの専門のアトリエに外注されることが多い。ルサージュも含め、靴、帽子、ボタン、金細工などを行うアトリエは元々、家内手工場のような小さな資本のアトリエであった。そこにオートクチュールビジネスの縮小・顧客の減少が拍車をかけ、経済的に非常に困難に陥っていたが、2000年代にそのほとんどのアトリエを「シャネル」のメゾンが買い取り、その傘下に置いた。それはシャネルという十分な資本による支援を意味し、パリのオートクチュールという文化保存の意味で、フランスでは高く評価された。また、装飾品、帽子や靴などのアクセサリーも専門のアトリエや外部のデザイナーが担当する。
オートクチュールは、最高の服飾素材を用いた熟練職人の手仕事による最高級服であるため、非常に高価である。シンプルなスーツ一着は300万円程度からであり、美しいシルエットのレースやビーズ刺繍の装飾的なドレスなどはその金額をさらに上回る。そのため顧客はアラブの石油王や貴族、世界中の上流階級であるセレブリティーである。

### 顧客の減少
1970年代のプレタポルテの台頭により、現在はシャネルなどの一部のメゾンを除けば殆どが赤字経営である。1950年代以降、顧客が減少し続けている為、現在ではメゾンのほとんどがプレタポルテも手がけている。それでもなおオートクチュール部門を会社が閉鎖しないのは、オートクチュールの服も作っていることでブランドのイメージ（ブランドの「格」）を高めることができ、プレタポルテや香水、ライセンス事業の売り上げが伸びるからである。
現在の各メゾンの顧客の合計総数ははっきりしないが、一説には毎シーズン注文をする顧客は世界中でせいぜい500人くらいと言われている。王侯貴族や有名女優、世界各国のファーストレディ達が主な顧客となる。
ジャクリーン・オナシス（元ケネディ大統領夫人）はヴァレンティノ・ガラヴァーニ、オードリー・ヘプバーンはジバンシィ、カトリーヌ・ドヌーヴはイヴ・サンローラン、アヌーク・エーメはエマニュエル・ウンガロ、ジャンヌ・モローはピエール・カルダン、マドンナとクリスチャン・ラクロワ、ジャン・ポール・ゴルティエ等。日本人で代表的だったのは、イヴ・サンローラン、ニナ・リッチを愛用した歌手の越路吹雪。1971年の訪欧、1975年の訪米の香淳皇后ドレス一式の制作はフランスのデザイナーのピエール・バルマン。オートクチュールのアトリエには、顧客の名前の記されたリアルサイズのトルソー（マネキン）が置いてある。

## 展示ショー
オートクチュールを紹介する展示ショーが、パリにおいて、毎年数度、集中的・組織的に行われる。期間を区切って行うので、正式用語でパリ・ファッションウィーク（Paris Fashion Week）といい、登録商標にもなっているため印刷物などではRマークをつけて表示され、各年を区別する時は、末尾に開催年をつけて「パリ・ファッションウィーク 2022」などと呼ぶ。（日本ではパリ・コレクション、略してパリコレと呼ぶ）。
1950年代まではパリ・ファッションウィーク（パリコレ）と言えば、オートクチュールのショーを指したが、パリでは1960年代からスタートしたプレタポルテがその後隆盛を極め、現在のパリ・ファッションウィークでは、プレタポルテとオートクチュールの双方を扱う。毎年1月と7月に開催されるパリ・ファッションウィーク・オートクチュールには、サンディカ正式加盟店（Membres）とフランス国外招待メンバー（ブランド）（Membre Correspondant）、招待されたメンバー（ブランド）（Membre Invité）だけが参加できる。

## サンディカ加盟店
- シャネル（Chanel）

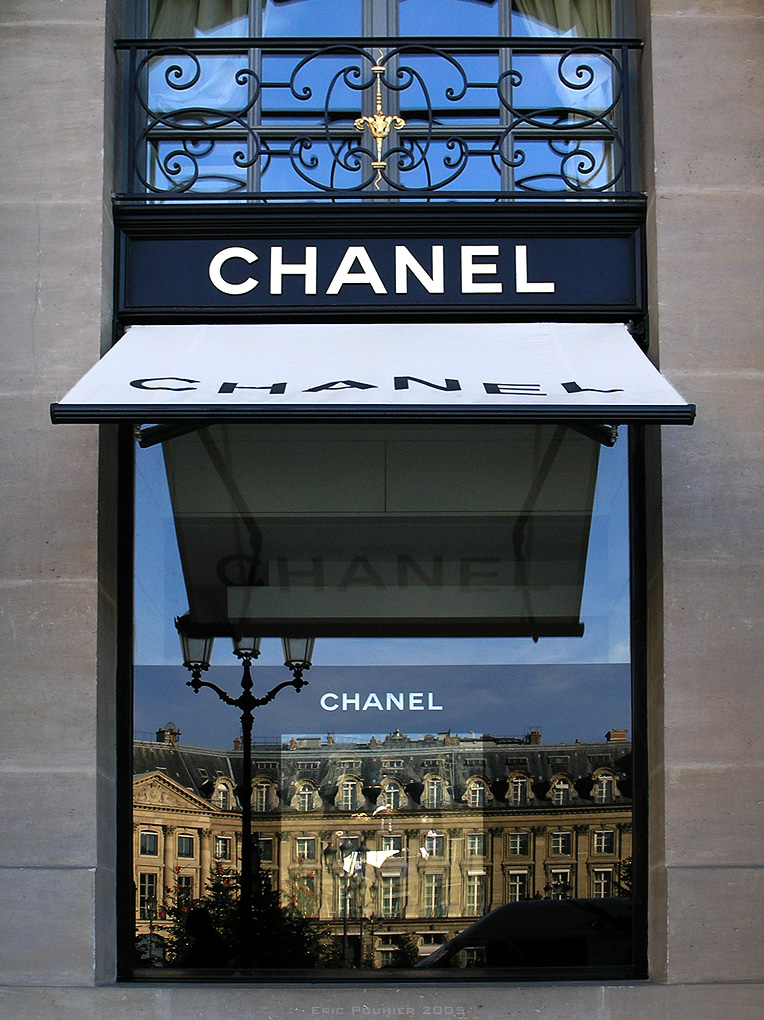
シャネルのパリの店舗

- クリスチャン・ディオール（Christian Dior）
- ジバンシィ（Givenchy）
- ゴルチエ・パリ（Jean Paul Gaultier）
- フランク・ソルビエ（Franck Sorbier）

## 過去の加盟店
- トラント（1968～）
- ロリス・アザロ
- バレンシアガ（～1968）
- ピエール・カルダン（1948～）
- ハナエモリ - （1977～2004）
- ランバン（1890～）
- ギ・ラロッシュ（フランス語版）（1956～）
- ジャン・パトゥ（フランス語版）（1919～）
- パコ・ラバンヌ
- ニナ・リッチ（1932～）
- ロシャス
- エルザ・スキャパレッリ
- ヴィクター&ロルフ
- イヴ・サンローラン（1962～2002）
- ピエール・バルマン（英語版）（1945～）
- グレ
- ルコアネ・エマン
- フィリップ・ブネ
- テット・ラピドス（英語版）（1956～）
- ペル・スプーク（英語版）
- クレージュ（1961～）
- エマニュエル・ウンガロ
- カルバン
- クリスチャン・ラクロワ（フランス語版）（1987〜2009）

## 国外招待デザイナー
- ジョルジオ・アルマーニ・プリヴェ
- ヴァレンティノ・ガラヴァーニ
- 中里唯馬（2016~）
- イリス・ヴァン・へルペン

## 過去にゲスト参加したブランド
- アン・ヴァレリー・アッシュ
- エリー・サーブ
- マルタン・マルジェラ
- エイメリック・フランソワ
- フェリープ・オリベイラ・バティスタ
- オノラトゥヴュ
- ティエリー・ミュグレー
- ミラ・ショーン
- アトリエ・ヴェルサーチ
- マウリツィオ・ガランテ
- オシマール・ベルソラート
- ティミスター
- ヨシキヒシヌマ